# Ораціо Рімінальді
Ораціо Рімінальді (італ. Orazio Riminaldi 5 вересня, 1593, Піза — 10 грудня, 1630) — італійський художник доби раннього бароко.

## Життєпис
Народився у місті Піза. Формувався як художник у оточенні маньєризму флорентійського зразка. Серед його вчителів — мало відомий місцевий художник Реньєро Альбергетті, Ауреліо Ломі, а потім Ораціо Джентілескі. Твори раннього періоду або не збережені, або віднесені до творів інших художників.

## Римський період
Фах художника це стан залежності (від покровителя у 17 столітті, від моди, від панівних ідей і навіть розповсюджених художніх схем). Ораціо Рімінальді перебрався у папський Рим, де панували послідовники Караваджо. Аби витримати тиск конкуренції з римськими майстрами, він перейшов на стилістику караваджизму у її полегшеному варіанті, представниками котрого були Бартоломео Манфреді, Ніколо Реньєрі. Низка римських картин Ораціо Рімінальді наближена до творів французького художника Сомона Вує з її коливаннями він помірного караваджизму до типового італійського академізму («Дедал і Ікар», «Самсон», «Поклоніння мідному змієві»).
Покровителями здібного художника в Римі стануть представники родини Крещенці. Завдяки Крещенці молодий художник отримав декілька престижних замов від релігійних громад (вівтар «Мучеництво св. Цецилії»).

## Повернення до Пізи і смерть
1627 року він повернувся до рідного міста. Художнику, що успішно попрацював у папському Римі, доручили роботи у Пізанському соборі. Серед них — фрески в куполі «Смерть св. Марії». У роботі над декоруванням купола йому допомагав його рідний брат.
Ораціо Рімінальді помер у грудні 1630 року як тоді вважали від чуми.

## Обрані твори (перелік)
- «Дедал і Ікар»
- «Амур переможець»
- «Мучеництво св. Цецилії»
- «Мучеництво Катерини Александрійської»
- «Покарання Прометея»
- «Амур у пейзажі»
- «Жертвоприношення Ісаака»
- «Самсон перемагає філістимлян»
- «Портрет Курціо Чеулі»
- «Поклоніння мідному змієві»
- «Смерть св. Марії» (Успіння Богородиці)

## Обрані твори (галерея)

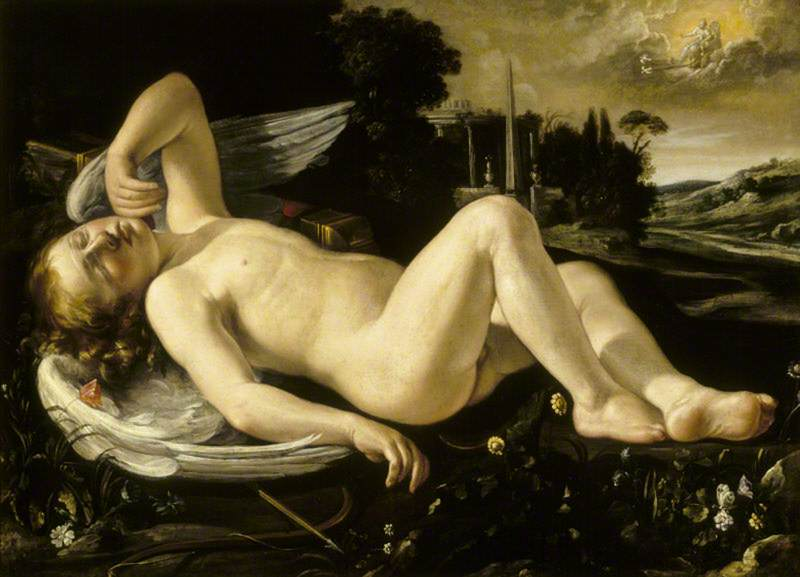
Ораціо Рімінальді. «Амур у пейзажі».
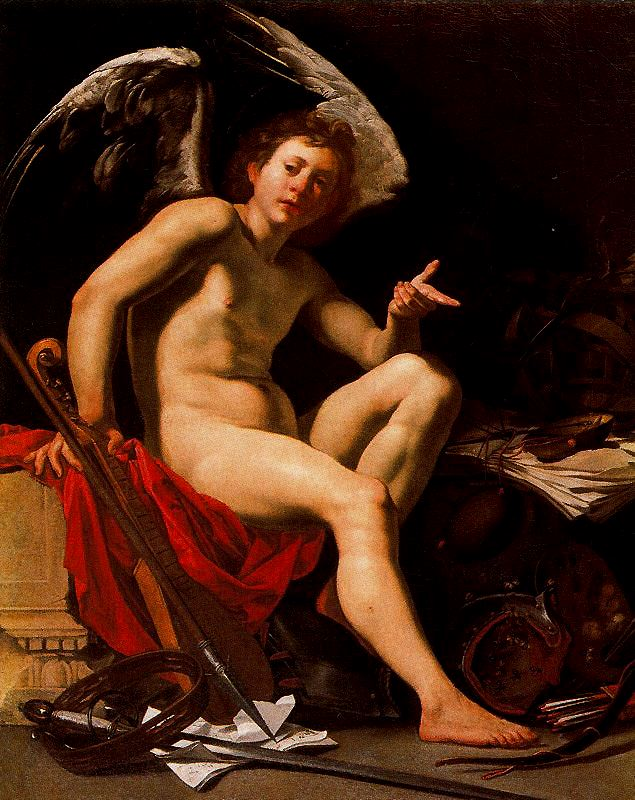
Ораціо Рімінальді. «Амур переможець», 1627 р., Палаццо Пітті.
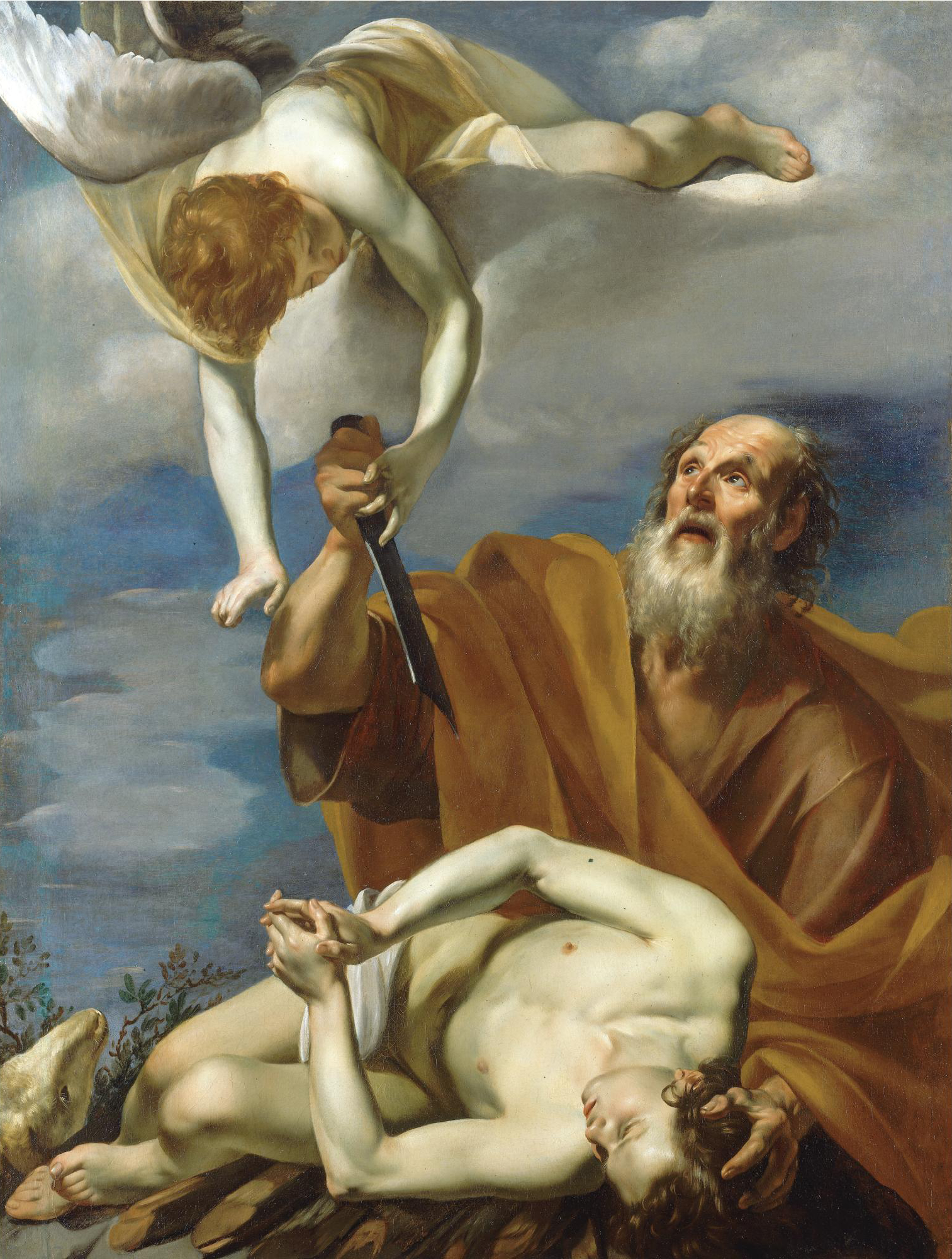
Ораціо Рімінальді. «Жертвоприношення Ісаака».
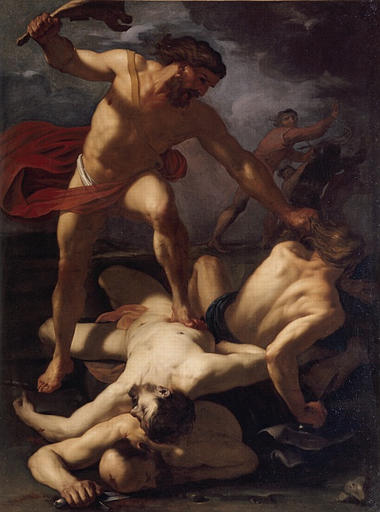
Ораціо Рімінальді. «Самсон перемагає філістимлян», 1625 р., Музей, Гренобль.
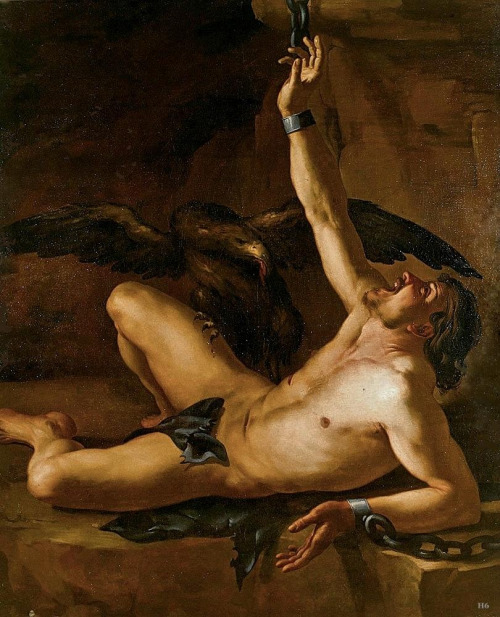
Ораціо Рімінальді. "Орел Зевса карає прикутого Прометея ", до 1630 р.
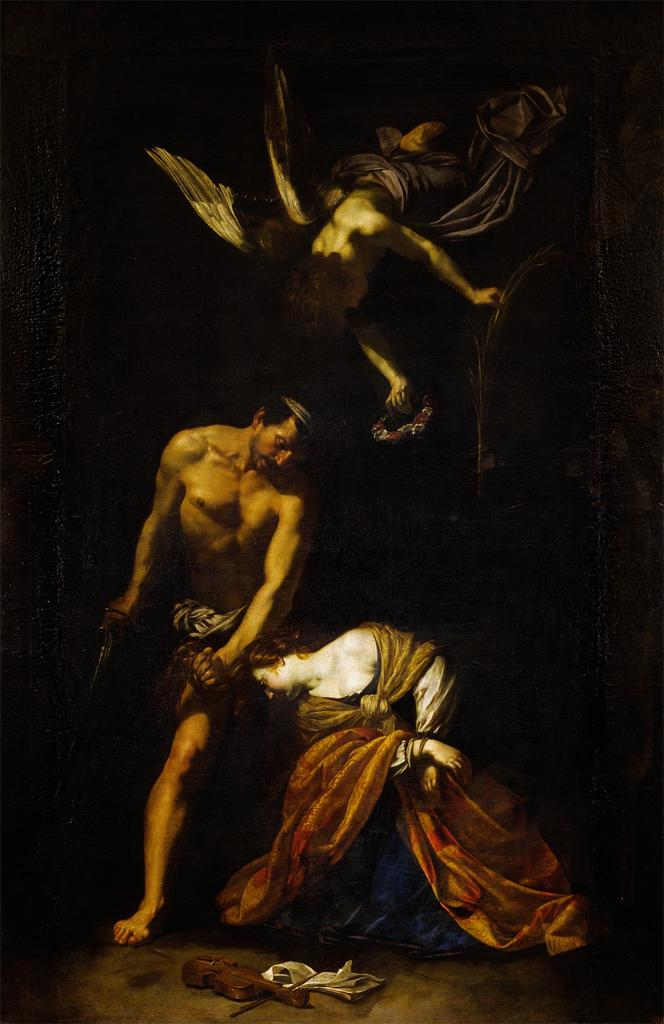
Ораціо Рімінальді. «Мучеництво св. Цецилії», 1630 р., палаццо Пітті.
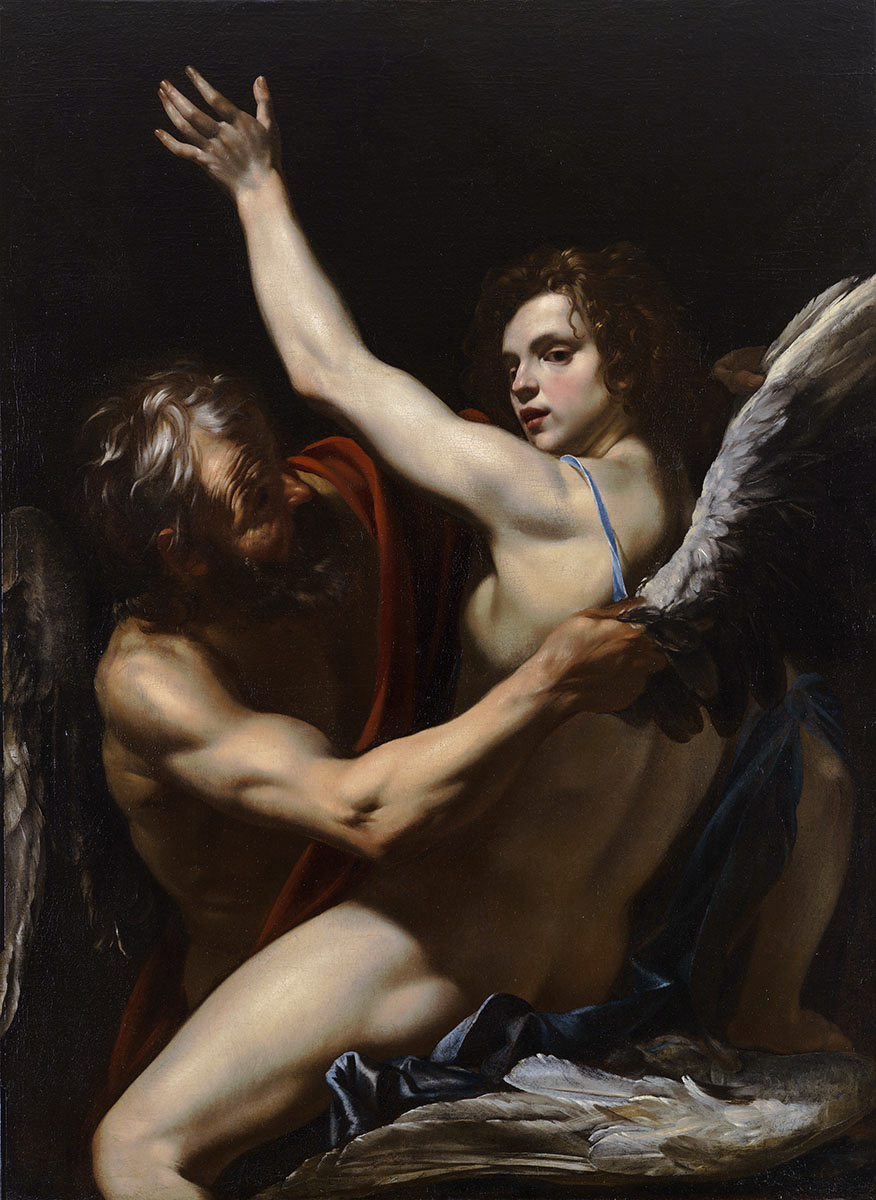
Ораціо Рімінальді. «Дедал і Ікар».